# Codex Aureus Epternacensis

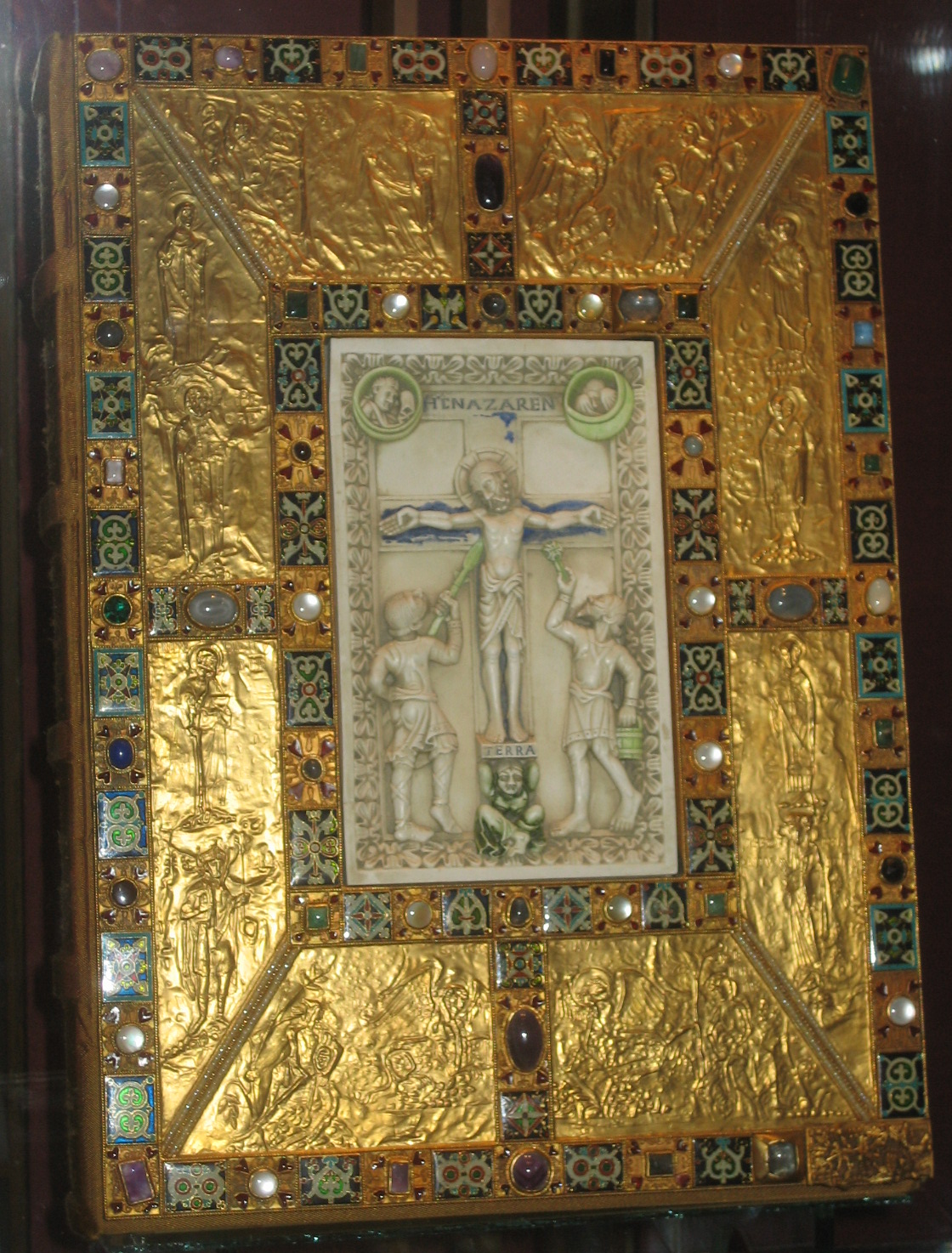
Boekband Codex Aureus Epternacensis

De Codex Aureus Epternacensis (Codex Aureus van Echternach) is een verlucht Evangeliarium, dat vervaardigd werd in (bij benadering) de periode 1030-1050, met hergebruik van een oudere boekband, die van 980-990 dateert. Het is een van een achttal manuscripten die als "Codex Aureus" bekend staan. Het bevindt zich nu in het Germanisches Nationalmuseum in Neurenberg. Het dient niet verward te worden met het twee eeuwen oudere Evangeliarium van Echternach uit de Bibliothèque nationale de France in Parijs of het twee eeuwen jongere Liber aureus Epternacensis uit de "Forschungsbibliothek" in Gotha.
Het manuscript bevat de Vulgaatversies van de vier Evangeliën met inleidende materie waaronder de Canons van Eusebius. Het is een van de mooiste voorbeelden van boekverluchting in de Ottoonse renaissance, hoewel het manuscript zelf, in tegenstelling tot het voorblad van de boekband, waarschijnlijk net na het tijdperk van de Ottonen vervaardigd is. Het werd gemaakt in de Abdij van Echternach onder leiding van abt Humbert.
Het bestaat uit 136 foliobladen van 446 mm. bij 310 mm. Het is een van de meest uitbundig verluchte Ottoonse manuscripten. Het bevat meer dan 60 versierde pagina's, waaronder 16 paginagrote miniaturen, 9 paginagrote initialen, 5 portretten van de evangelisten, 10 gedecoreerde pagina's met de canons; er zijn ook 16 initialen van een halve pagina en 503 kleinere initialen, terwijl een aantal pagina's in de trant van textiel gedecoreerd is. De tekst is volledig in gouden inkt geschreven.

## Boekband

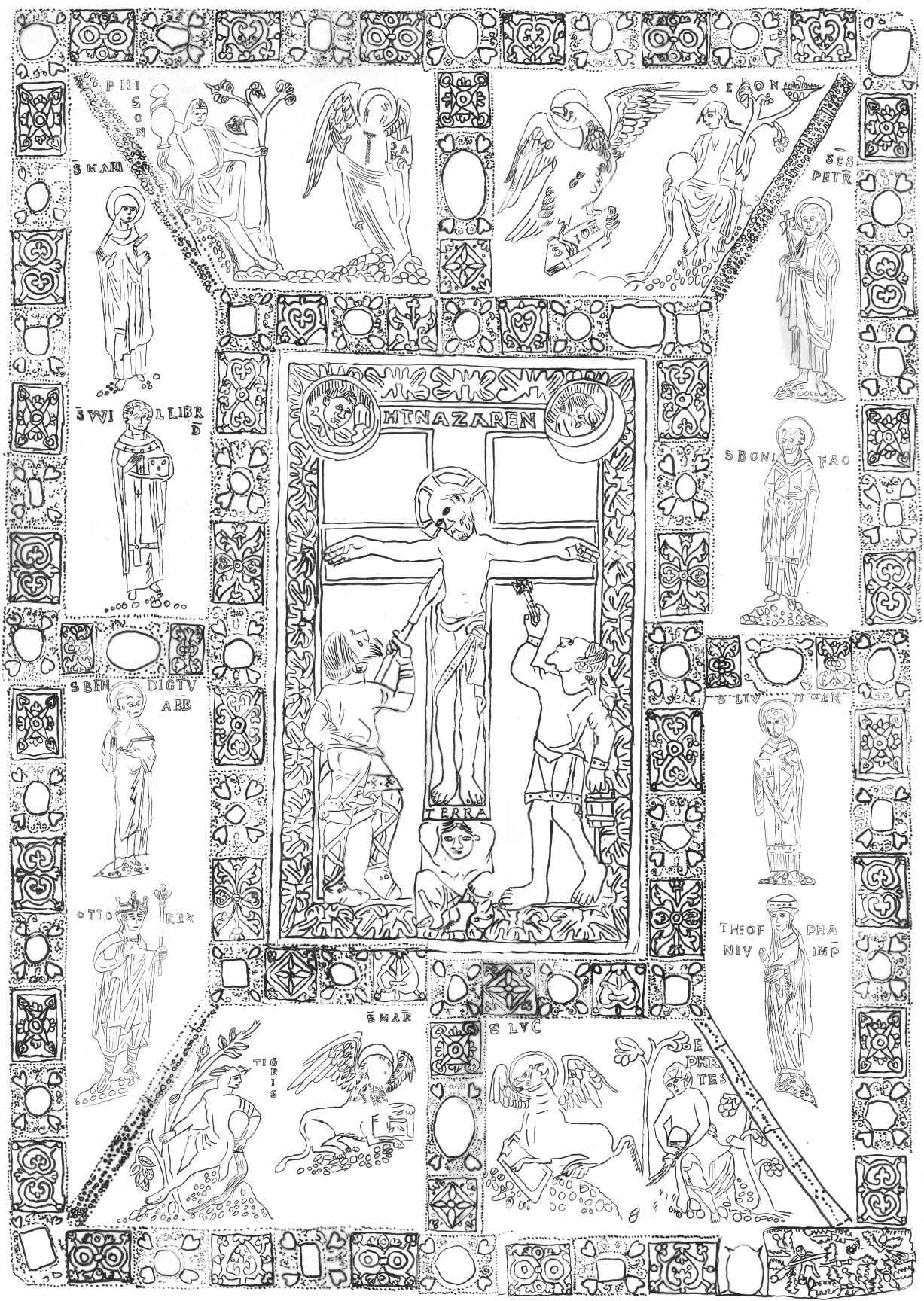
Tekening boekband. Kloksgewijs vanaf midden bovenaan: Johannes, Geon, Petrus, Bonifatius, Ludgerus, Theophanu, Euphraat, Lukas, Marcus, Tigris, Otto III, Benedictus, Willibrord, Maria, Phison, Matteüs; op de ivoorplaat rond Christus: Zon, Maan, Aarde, Longinus en Stephaton

De boekband van het manuscript is een Ottoonse omslag die dateert van ongeveer 50 jaar eerder dan het manuscript zelf. De metalen plaat wordt toegeschreven aan de werkplaats die in Trier is opgericht door Egbert van Trier. In het midden ervan wordt de kruisiging van Jezus afgebeeld op een ivoren plaat, die in stijl verschilt van de andere elementen en onderwerp is geweest van veel discussie. Volgens Metz stamt de plaat uit dezelfde tijd als de rest van de omslag, Lasko ([2]) plaatst haar oorsprong in 1053-56, Beckwith schrijft haar toe aan een werkplaats "die mogelijk in Trier actief was in de laatste twee decennia van de 10e eeuw". De plaat heeft sporen van blauwe verf op het kruis en groene verf op andere delen van de compositie.
Rondom de ivoren plaat zijn er - inmiddels enigszins gedeukte - panelen met figuren in gedreven gouden reliëf (repoussé) en van een andere stijl dan de plaat. Deze panelen zitten in een raamwerk waarvan de grotere elementen afwisselend bestaan uit hetzij filigraan met edelstenen, hetzij email cloisonné met gestileerde plantmotieven. De reliëfs worden in compartimenten verdeeld door dunnere gouden banden, bezet met kleine parels, waardoor op de diagonalen van de omslag een "X" ontstaat, die mogelijk naar Christus verwijst (bij de wijding van een nieuwe kerk werd met as een "X" op de vloer gestrooid). De algemene opmaak van de omslag kan vergeleken worden met die van de Codex aureus van St. Emmeram uit 870, die waarschijnlijk deel uitmaakt van dezelfde traditie, terug te voeren op de "School van Reims" uit de Karolingische renaissance, zoals blijkt uit de stijl van de relieffiguren.
Zoals in andere verluchte handschriften geven de edelstenen niet alleen een indruk van rijkdom. Ze betekenen ook een voorproef van het met juwelen versierde Nieuwe Jeruzalem en aan bepaalde edelstenen werden krachtige eigenschappen toegeschreven in verschillende "wetenschappelijke", medische en magische opzichten, zoals dit werd uiteengezet in populaire boeken over middeleeuwse magie. Veel van de oorspronkelijke edelstenen en parels zijn verloren gegaan, maar vervangen door imitatiediamant of parelmoer.
De bovenste en onderste compartimenten tonen telkens een evangelist met zijn symbool en de voorstelling van een rivier uit Gen. 2, 10-14. De compartimenten opzij bevatten telkens de afbeelding van twee figuren: onderaan links de, nog jonge, latere keizer Otto III, onderaan rechts zijn moeder keizerin-regentes Theophanu. Bovenaan links staat Maria tegenover rechts Petrus; deze twee waren de patroonheiligen van de Abdij van Echternach. De overige vier figuren zijn heiligen: Willibrord, de stichter van de abdij; Bonifatius en Ludgerus, eveneens vroege missionarissen in Duitsland; en Benedictus, de stichter van de kloosterorde.

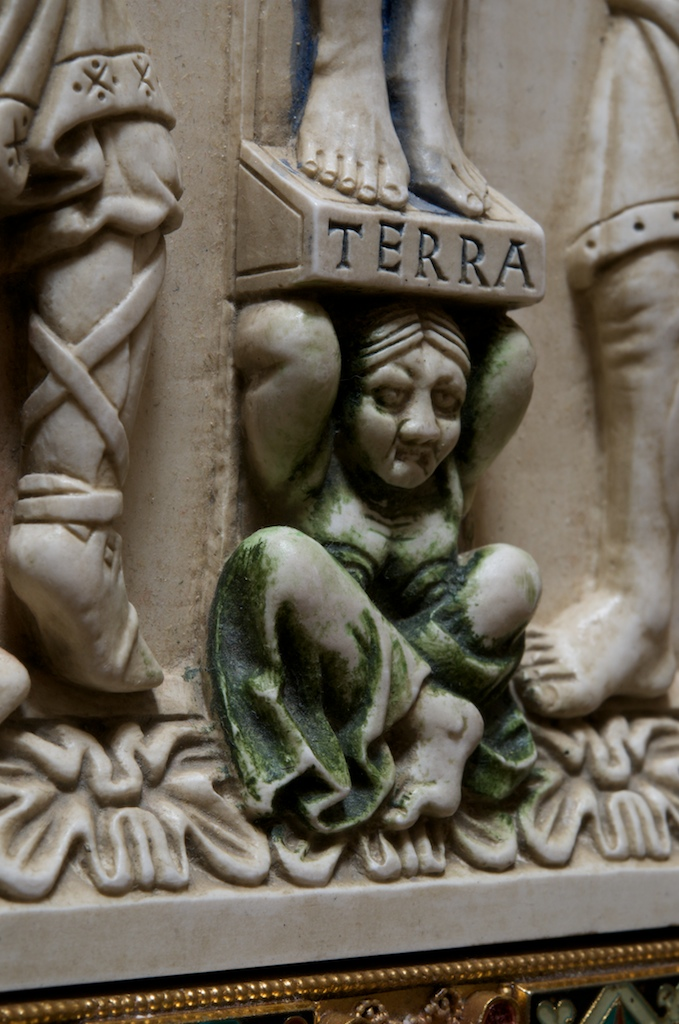
Detail ivoren voorplaat: Allegorische voorstelling van de Aarde

De figuren worden weergegeven in een elegante, langwerpige stijl die sterk contrasteert met de enigszins bonkige en hoekige figuren van de ivoorplaat. Rondom de gekruisigde Christus worden hier de Zon, de Maan en de Aarde (Terra) symbolisch weergegeven, evenals de figuren van Longinus en Stephaton (de soldaat die Jezus een spons aanbood). Boven het kruis wordt Christus aangeduid als "HCNAZAREN" (terwijl traditioneel op die plaats voor Jezus (Christus) de Nazarener, Koning der Joden het opschrift "INRI" wordt weergegeven).
Volgens Gunther Wolf en anderen dienen de afbeeldingen van Otto III en Theophanu opgevat te worden als donorportretten: de opdracht tot het vervaardigen van de boekband en het bijhorende oorspronkelijke manuscript moet door de keizers gegeven zijn aan Egbert van Trier, met als directe bestemming de Abdij van Echternach, uit religieuze dankbaarheid voor het herstel van Theophanu na de ziekte die haar aan het eind van de zomer 988 aan het Bodenmeer trof. Haar devotie voor Sint-Willibrord, zoals die blijkt uit eerdere giften aan de abdij, zal daarbij ook een grote rol gespeeld hebben, in het vooruitzicht van de 250e verjaardag van zijn dood (7 november 739). Een gelijkaardig boek, met afbeeldingen van het keizerspaar in goud, werd volgens de kroniekschrijver Thietmar van Merseburg ook al in 979 door Keizer Otto II en keizerin Theophanu aan de kerk van Maagdenburg geschonken toen deze het recht kreeg zelf een aartsbisschop te kiezen. Het ligt sterk voor de hand dat de opdracht voor de Codex Aureus van Echternach aan Egbert werd gegeven toen hij met Kerstmis 988 aan het hof in Keulen was. Minder waarschijnlijk zijn de opvattingen van Head: Hoewel alle figuren op de metalen plaat een connectie met Echternach hebben zou het manuscript niet voor die abdij gemaakt zijn maar door Egbert van Trier als een teken van verzoening aan Theophanu en Otto gegeven nadat hij Hendrik de Twistzieke in 984 gesteund had bij diens greep naar de macht; later zou de keizerlijke familie het manuscript dan weer aan de abdij hebben geschonken. Erg onaannemelijk is de veronderstelling van Dodwell en Beckwith dat de omslag oorspronkelijk gemaakt is voor het evangeliarium ("Premier évangéliaire") van de Sainte-Chapelle in Parijs, dat geïllustreerd is door de Meester van het Registrum Gregorii - wiens invloed overigens wel terug te vinden is in de tekst van de Codex Aureus Epternacensis die zich nu in deze boekband bevindt.

## Tekst en miniaturen

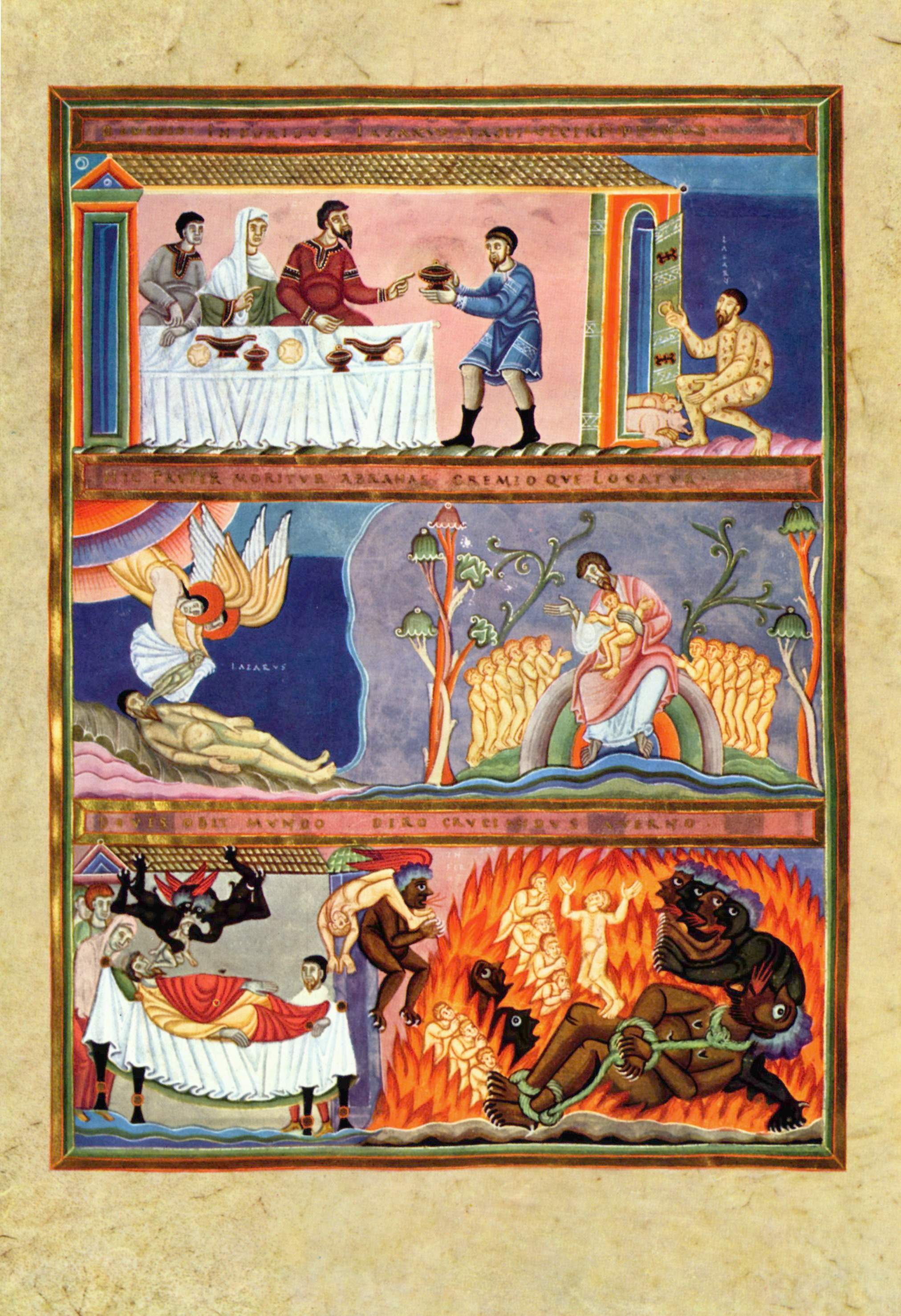
Folio 78 recto van de Codex Aureus Epternacensis, de gelijkenis van de rijke man en Lazarus

Elk evangelie wordt ingeleid met twaalf bijzondere pagina's, namelijk twee pagina's die het evangelie samenvatten, twee pagina's die textiel imiteren, vier pagina's met verhalende scenes in drie horizontale stroken, een portret van de betreffende evangelist, twee pagina's met gedecoreerde tekst en een paginagrote initiaal. Zoals een auteur opmerkt "had de ontwerper geen haast om zijn lezer bij de tekst te brengen". De verhalende scenes betreffen het leven van Jezus, waaronder veel van de wonderen, en voorafgaand aan Lucas de parabels - wat aan het eind van het eerste millennium in onbruik begon te raken. Er zijn één, twee of soms drie scenes in elke strook, waardoor 60 scenes in 48 omkaderde afbeeldingen worden weergegeven, een ongewoon groot aantal voor een middeleeuws manuscript. In tegenstelling tot de vergelijkbare scenes in het Evangeliarium van Augustinus van Canterbury zijn de scenes gerangschikt om het openbaar optreden van Jezus weer te geven zonder er op te letten of een bepaalde scene precies wordt gevolgd door de desbetreffende evangelietekst.
De pagina's die vóór Matteüs komen behelzen het nieuwtestamentische verhaal vanaf de Annunciatie tot de "Roeping van Levi" (Luc. 5:27-32), die vóór Marcus betreffen de wonderen vanaf de Bruiloft te Kana tot de Samaritaan die Jezus bedankt voor de "Reiniging van de tien melaatsen" (Luc. 17:11-19). De scenes vóór Lucas tonen vier van de parabels van Jezus, elk een hele pagina innemend: de gelijkenis van de arbeiders in de wijngaard, de gelijkenis van de slechte pachters (Lucas 20:09-16), de gelijkenis van het koninklijke bruiloftsmaal (Lucas 14:16-24) en de gelijkenis van de rijke man en Lazarus. De pagina's voorafgaand aan Johannes betreffen de laatste periode, vanaf het lijden, de dood en herrijzenis van Jezus tot de hemelvaart en Pinksteren.

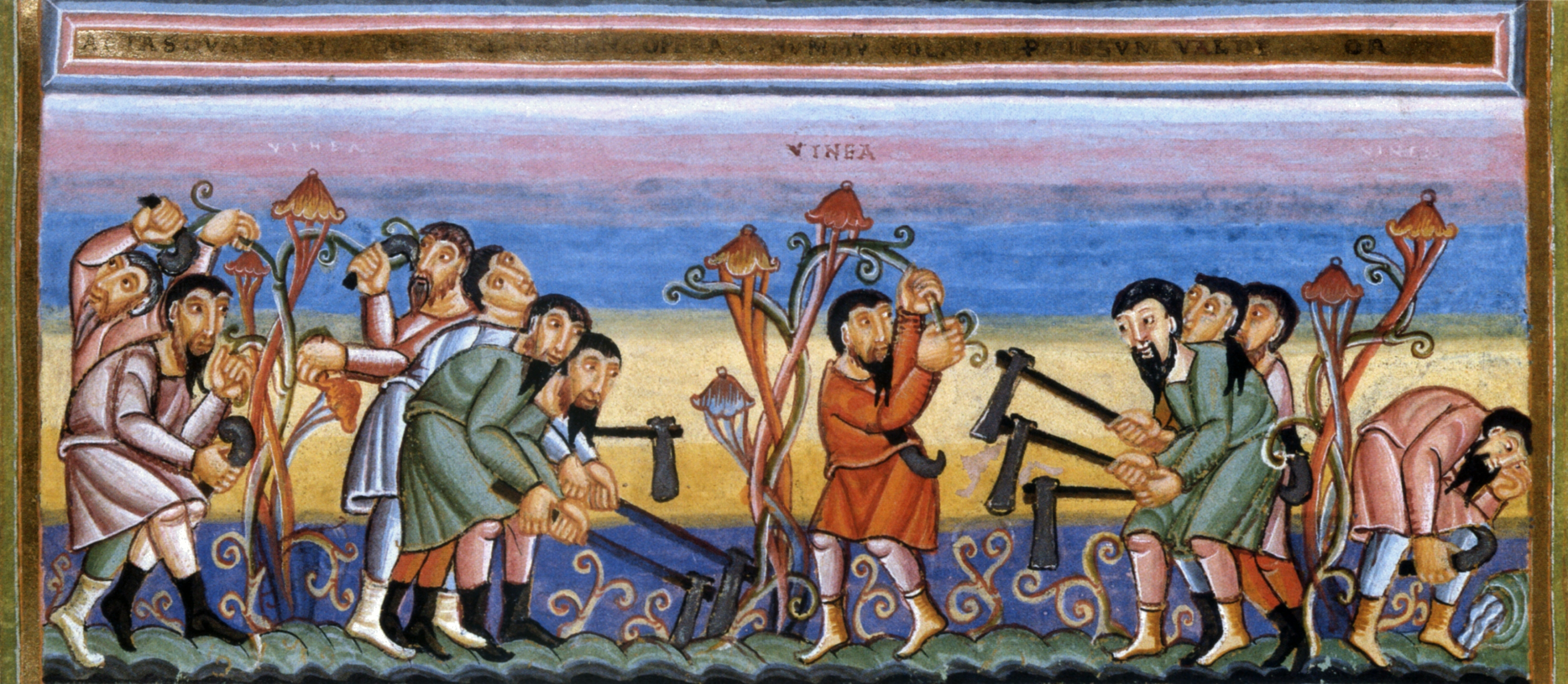
De arbeiders in de wijngaard

De meeste miniaturen worden toegeschreven aan twee kunstenaars, de "meester van de werkplaats" en een andere die als zijn leerling beschouwd wordt. Een derde, wat ruwere schilder droeg bij met enkele van de verhalende scenes en mogelijk enkele andere elementen die moeilijker zijn toe te wijzen. Zo zijn bijvoorbeeld de laatste drie pagina's vóór Johannes toe te schrijven aan de "meester" (vanaf de kroning met de doornenkroon), en de eerste pagina van de laatste serie aan de leerling. Het ligt voor de hand dat de compositie en ondertekening alle door de "meester" gebeurden, zodat het wisselen van schilder niet al te duidelijk is.
Zoals in veel Ottoonse kunstvoorwerpen is ook in dit boek de invloed van de Byzantijnse kunst onmiskenbaar, de textielpagina's doen bijvoorbeeld sterk denken aan de decoraties op de huwelijksoorkonde van keizerin Theophanu. De beïnvloeding door Byzantium was al aanwezig - de bijna anderhalve eeuw oudere Codex aureus van St. Emmeram vormt hier  bij uitstek een voorbeeld van - lang vóór haar komst naar wat vanaf de 12e eeuw het Heilige Roomse Rijk zou gaan heten (en de komst van Theophanu was in feite slechts één aspect van die beïnvloeding, zij het als een belangrijke gebeurtenis).

### Vier pagina's voorafgaand aan Matteüs en een tekstpagina
De eerste vier komen na de twee textielpagina's en de vier pagina's met verhalende afbeeldingen.

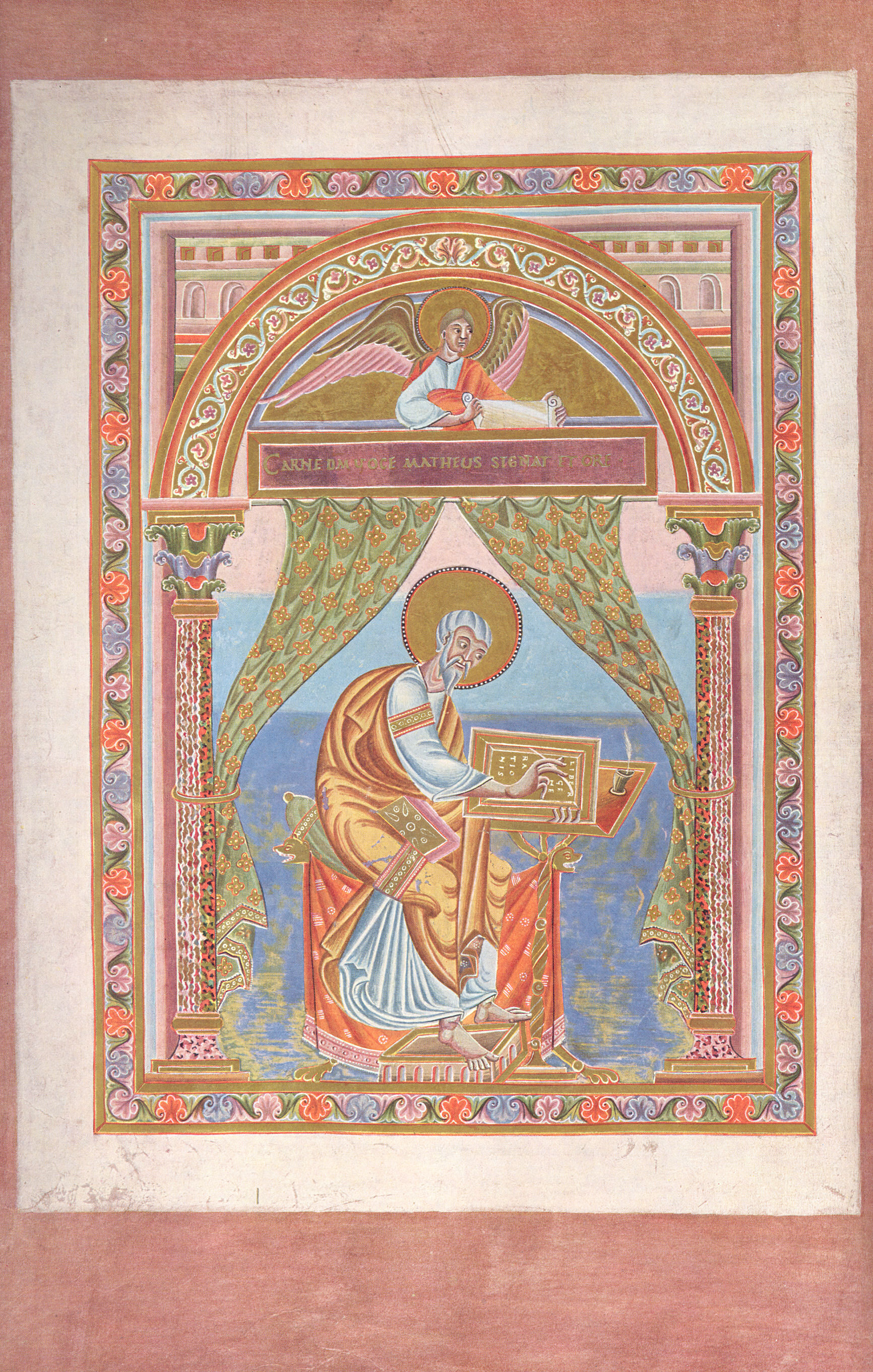
Portret van een evangelist (Matteüs), folio 20 verso.
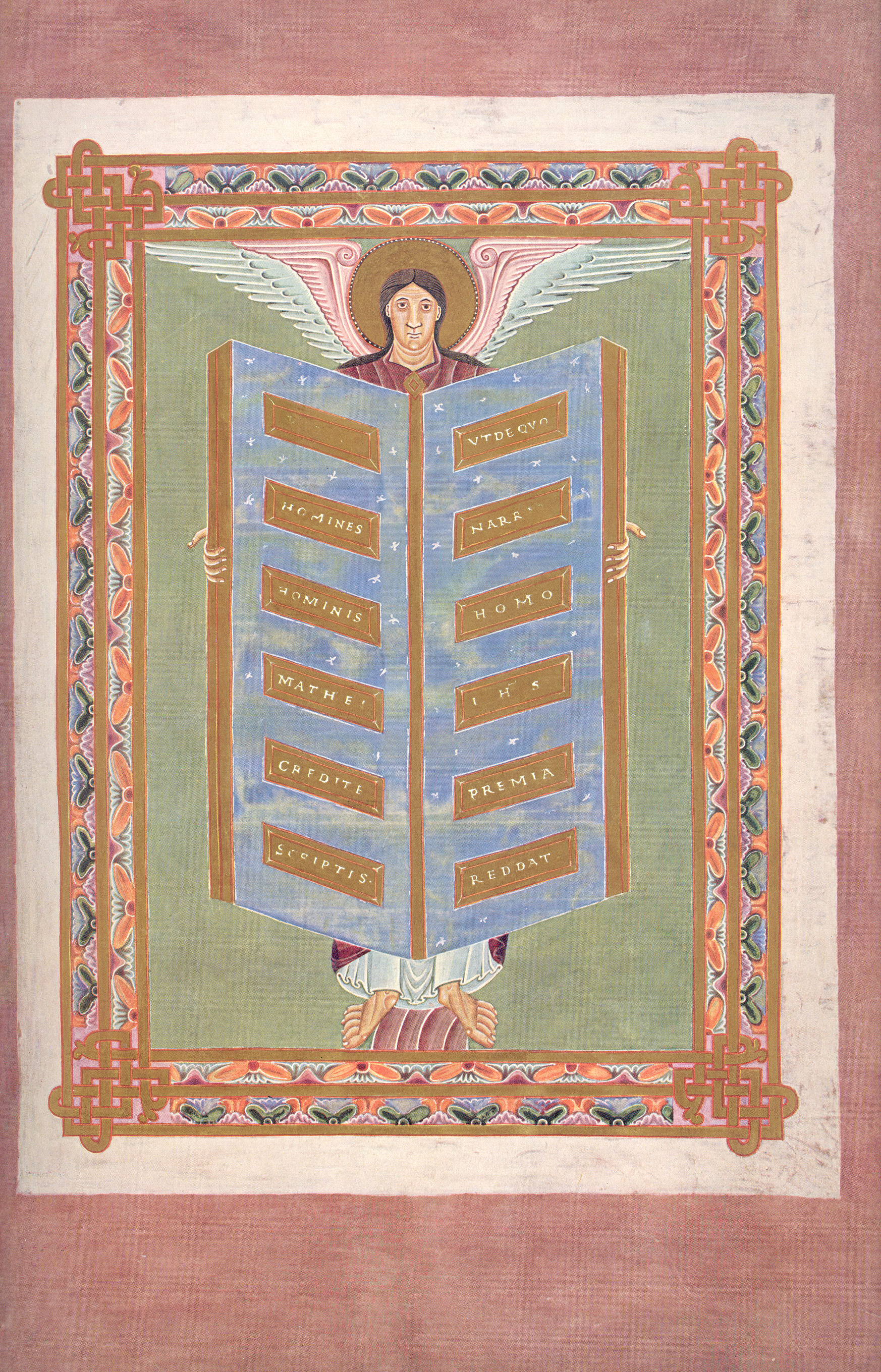
Engel met een tafel, waarop de tekst "Mensen, gelooft het woord van de man Matteüs, zodat Hij over Wie hij spreekt, de Man Jesus, U beloont", folio 21 recto.
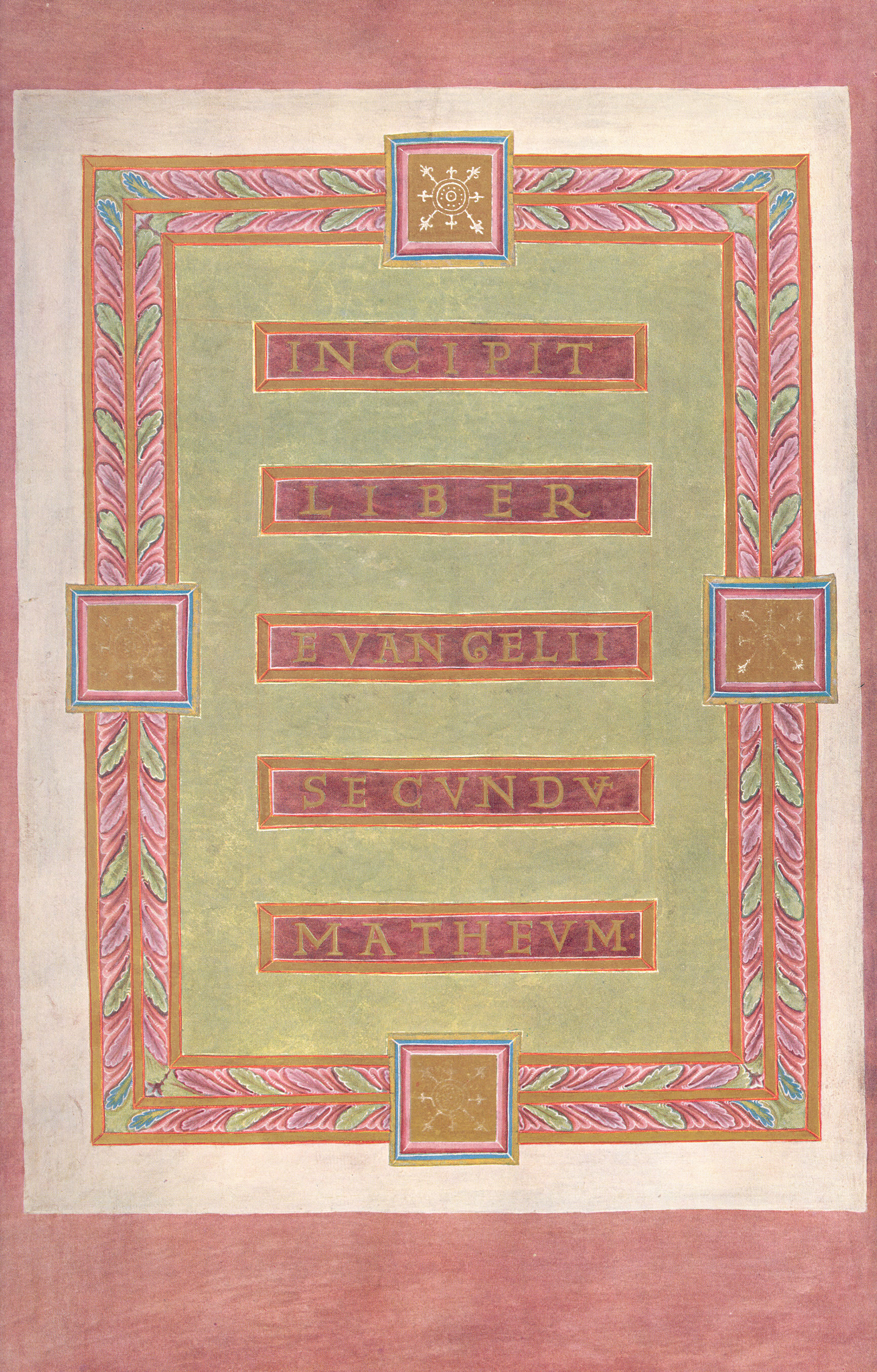
"Incipit" pagina "Hier begint het Evangelie van Matteüs", folio 21 verso.
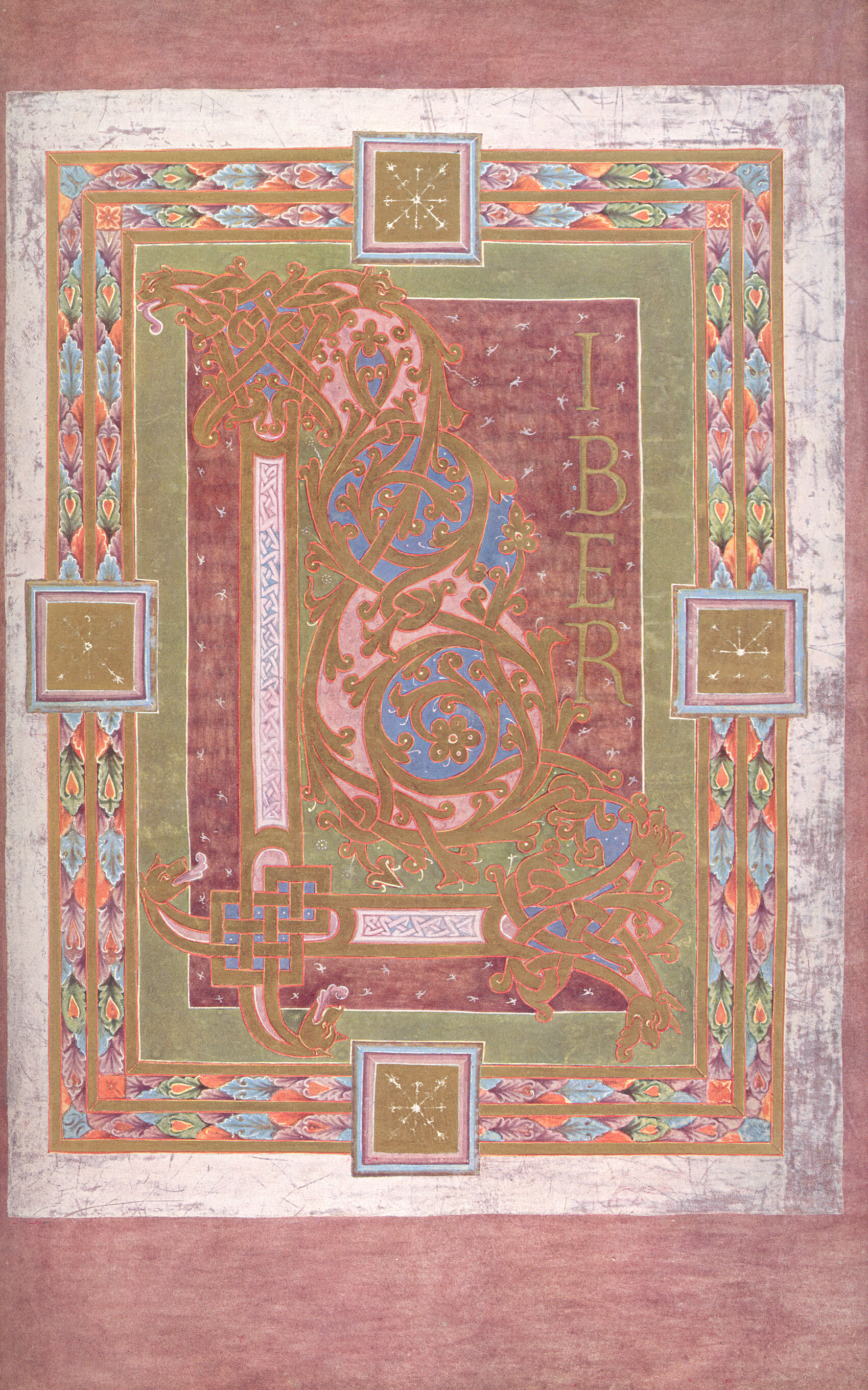
Beginpagina "Liber", het eerste woord van de Vulgaattekst, folio 22 recto.
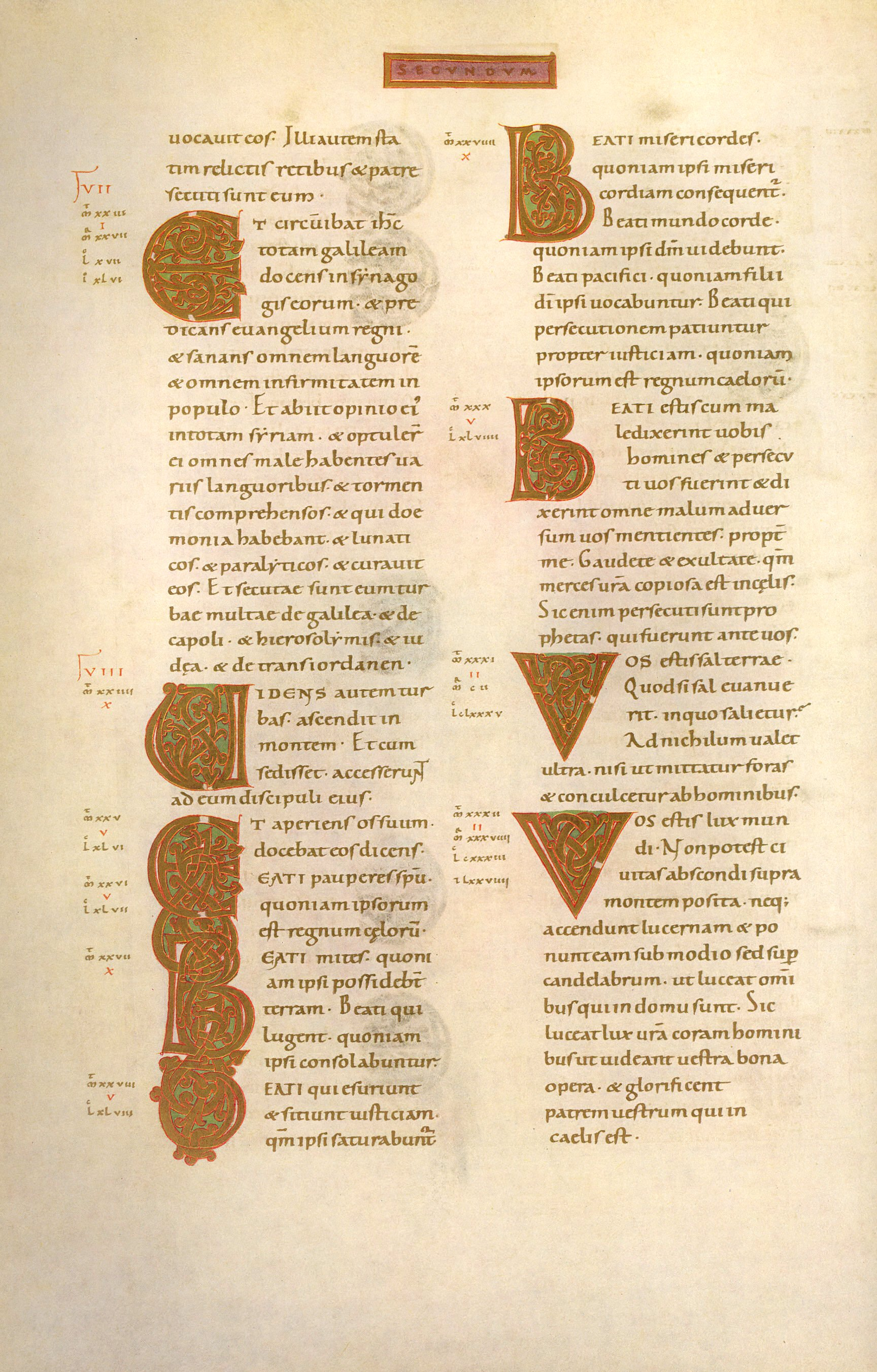
Tekstpagina (Mt 4:22–5:16), folio 24 verso.

## Geschiedenis
Men neemt aan dat het dit manuscript was dat zo een sterke indruk maakte op keizer Hendrik III, toen hij samen met zijn moeder Gisela van Zwaben de Abdij van Echternach bezocht. Het was voor hem aanleiding om gelijkaardige werken bij de abdij te bestellen: met name zijn eigen Codex Aureus, nu bekend als het "Speyer Evangeliarium" of Codex Aureus Escurialensis, die zich in de "Real Biblioteca" van het Escorial bevindt. In 1046 had hij deze aan de Dom van Speyer geschonken, de begraafplaats van zijn dynastie.
Tot de Franse Revolutie bevond de Codex Aureus Epternacensis zich in de Abdij van Echternach in het huidige Luxemburg. Tijdens de Eerste Coalitieoorlog werd Luxemburg geannexeerd, waardoor het in 1795 onderdeel werd van het Woudendepartement. Het klooster werd in beslag genomen en verkocht, zodat de meeste monniken vluchtten en daarbij het manuscript en andere draagbare schatten meenamen. De Codex hoorde bij twee andere, die samen met vijf incunabelen in 1801 verkocht werden aan Ernst II van Saksen-Coburg en Gotha. Het bleef in de collectie van het Huis Saksen-Coburg en Gotha, die na de Eerste Wereldoorlog werd overgedragen aan een stichting. Na de Tweede Wereldoorlog werd besloten de collectie te verkopen maar de voormalige hertog streefde ernaar deze in Duitsland te houden; met fondsen van de Duitse Bondsregering en Deelstaten (vooral Beieren) kon de collectie aangekocht worden door het Germanisches Nationalmuseum in Neurenberg, waar de Codex nu is ondergebracht.